# Захароза
Захарозата, известна още като сукроза (на латински: saccharum commune), е най-разпространената форма на рафинираната захар, наричана още бяла захар или трапезна захар. Опростеното химично наименование на захарозата е 1-α-глюкопираноза-2-β-фруктофураноза.
Със същия молекулен състав като захарозата С12Н22О11 са известни и други дизахариди като малтоза, лактоза и др. Те се различават от захарозата по вида и начина на свързване на двата монозахаридни остатъка.

## Физични свойства
Чистата захароза е безцветен кристален дизахарид със сладък вкус, дължащ се на наличието на голям брой (осем) хидроксилни групи в молекулата.
Захарозата се разтваря добре във вода, но практически е неразтворима в алкохол и неполярни разтворители.
При нагряване се стапя, като образува аморфна маса, наречена бонбонена захар. При висока температура тя карамелизира и се овъглява с отделяне на водни пари. При 160 °C се стопява.
Следователно молекулата на захарозата е изградена от въглеродни, водородни и кислородни атоми.

## Химични свойства
Сравнена с глюкозата, тя има еднакъв качествен, но различен количествен състав. Поради сходство между някои свойства на глюкозата и захарозата може да се очаква сходство и в техния строеж.
Както глюкозата, така и захарозата взаимодействат с прясно приготвен меден дихидроксид при обикновена температура, като се получава прозрачен тъмносин разтвор – качествена реакция за многовалентен алкохол със съседни (вицинални) хидроксилни групи.
{\displaystyle C_{12}H_{22}O_{11}+Cu(OH)_{2}\rightarrow C_{12}H_{22}O_{11}Cu+H_{2}O+1/2O_{2}}
С амонячен разтвор на дисребърен оксид и с Фелингов реактив захарозата не реагира. Следователно, за разлика от глюкозата, в молекулата на захарозата няма свободна алдехидна група – т.е. тя не е редуктивна захар. Ако обаче се вари предварително воден разтвор на захароза в присъствие на минерална киселина (солна или сярна), която действа каталитично, разтворът проявява редукционни свойства. Причината е, че при тези условия захарозата се хидролизира до глюкоза и фруктоза, които са добри редуктори. Този процес е известен още като инверсия:
{\displaystyle C_{12}H_{22}O_{11}+H_{2}O\rightarrow C_{6}H_{12}O_{6}(glucose)+C_{6}H_{12}O_{6}(fructose)}
Оттук може да се направи изводът, че молекулата на захарозата може да се разгледа като получена от една молекула глюкоза и една молекула фруктоза, свързани чрез отделяне на молекула вода между тях.
Захарозата може да се хидролизира не само в присъствие на киселина, но и под действието на ензима инвертаза. Сместа от равни количества глюкоза и фруктоза, която се получава при хидролиза на обикновената захар, се нарича инвертна захар. Инвертната захар трудно кристализира, поради което понякога се използва като заместител на пчелния мед, който съдържа естествена инвертна захар.
Тъй като захарозата съдържа алкохолни хидроксилни групи, тя може да се естерифицира и да взаимодейства с метални хидроксиди. Така напр. разтвор от варно мляко (Ca(OH)2) се избистря, ако към него се прибави захароза, тъй като се образува разтворим калциев захарат. По такъв начин в производствени условия захарозата се пречиства от примесените към нея органични киселини, които образуват неразтворими калциеви соли.
Обикновената захар ферментира, тъй като спиртните дрожди съдържат ензима инвертаза, под действието на който тя се хидролизира на глюкоза и фруктоза, които директно ферментират до етилов алкохол. Усвояването на захарозата от организма също става след предварителната ѝ хидролиза.